# Штывар, Петер
Пе́тер Шты́вар (словац. Peter Štyvar; род. 13 августа 1980, Рожнява, Чехословакия) — словацкий футболист, нападающий.

## Карьера

### Клубная
Он забил победный мяч в игре группового этапа Кубка УЕФА 2008/09 между английской «Астон Виллой» и словацкой «Жилиной», в которой победу со счётом 2:1 одержали представители Словакии. 1 января 2009 года подписал контракт на два с половиной года с английским клубом «Бристоль Сити». Сумма трансфера составила 775,000€.
Штывар дебютировал за свою новую команду 3 января в матче Кубка Англии против «Портсмута». Матч завершился со счётом 0:0. 31 августа 2010 года «Бристоль Сити» досрочно прекратил контракт со Штываром. 14 сентября перешёл в чешский клуб «Тршинец». 2 января 2012 года вернулся в словацкий «Тренчин», в составе которого выступал в 2000 и 2005—2006 годах.

### В сборной
Главный тренер сборной Словакии Владимир Вайсс вызвал его в состав сборной на игру с командой Греции, проводившуюся 20 августа 2008, однако Штывар на поле не вышел. Его дебют на международной арене состоялся во втором тайме товарищеской игры сборной Словакии против команды Украины, состоявшейся 10 февраля 2009 года.